# Canada Cup i ishockey 1991
Canada Cup i ishockey 1991 spelades i Kanada och USA vanns av Kanada. Finalerna spelades i Montréal den 15 september,  1991 och Hamilton, Ontario den 16 september 1991.

## Gruppspel
|                 | SM | V | O | F | GM | IM | Poäng |
| --------------- | -- | - | - | - | -- | -- | ----- |
| Kanada          | 5  | 3 | 2 | 0 | 21 | 11 | 8     |
| USA             | 5  | 4 | 0 | 1 | 19 | 15 | 8     |
| Finland         | 5  | 2 | 1 | 2 | 10 | 13 | 5     |
| Sverige         | 5  | 2 | 0 | 3 | 13 | 17 | 4     |
| Sovjetunionen   | 5  | 1 | 1 | 3 | 14 | 14 | 3     |
| Tjeckoslovakien | 5  | 1 | 0 | 4 | 11 | 18 | 2     |

## Resultat
- Kanada 2-2 Finland
- USA 6-5 Sverige
- Tjeckoslovakien 5-2 Sovjetunionen
- Kanada 6-3 USA
- Sverige 3-2 Sovjetunionen
- Finland 1-0 Tjeckoslovakien
- Kanada 4-1 Sverige
- USA 4-2 Tjeckoslovakien
- Sovjetunionen 6-1 Finland
- Kanada 6-2 Tjeckoslovakien
- USA 2-1 Sovjetunionen
- Finland 3-1 Sverige
- Kanada 3-3 Sovjetunionen
- USA 4-3 Finland
- Sverige 5-2 Tjeckoslovakien

### Semifinaler
- 11 september, Hamilton: USA 7-3 Finland
- 12 september, Toronto: Kanada 4-0 Sverige

### Final (bäst av tre)
- 14 september, Montréal: Kanada 4-1 USA
- 16 september, Hamilton: Kanada 4-2 USA

## Poängligan
| Plats | Spelare        | SM | M | A | Poäng | PIM |
| ----- | -------------- | -- | - | - | ----- | --- |
| 1     | Wayne Gretzky  | 7  | 4 | 8 | 12    | 2   |
| 2     | Steve Larmer   | 8  | 6 | 5 | 11    | 4   |
| 3     | Brett Hull     | 8  | 2 | 7 | 9     | 0   |
| 4     | Mike Modano    | 8  | 2 | 7 | 9     | 2   |
| 5     | Mark Messier   | 8  | 2 | 6 | 8     | 10  |
| 6     | Paul Coffey    | 8  | 1 | 6 | 7     | 8   |
| 7     | Craig Janney   | 8  | 4 | 2 | 6     | 4   |
| 8     | Jeremy Roenick | 8  | 4 | 2 | 6     | 4   |
| 9     | Mats Sundin    | 6  | 2 | 4 | 6     | 16  |
| 10    | Al MacInnis    | 8  | 2 | 4 | 6     | 23  |

Målvakt med minst insläppta mål per match: Bill Ranford, Kanada (1.75 GAA) 

## Slutställning
- 1.  Kanada
- 2.  USA
- 3.  Finland
- 4.  Sverige
- 5.  Sovjetunionen
- 6.  Tjeckoslovakien

## All Star Team
- Målvakt: Bill Ranford, Kanada
- Backar: Al MacInnis, Kanada; Chris Chelios, USA
- Forwards: Wayne Gretzky, Kanada; Mats Sundin, Sverige; Jeremy Roenick, USA
- MVP: Bill Ranford, Kanada

## Spelartrupper

### Sverige
- Målvakter: Fredrik Andersson, Rolf Ridderwall, Tommy Söderström.
- Backar: Tommy Albelin, Peter Andersson, Calle Johansson, Nicklas Lidström, Börje Salming, Kjell Samuelsson, Ulf Samuelsson.
- Forwards: Mikael Andersson, Niklas Andersson, Charles Berglund, Jonas Bergqvist, Ulf Dahlén, Lars Edström, Tomas Forslund, Johan Garpenlöv, Mats Näslund, Thomas Rundqvist, Tomas Sandström, Thomas Steen, Mats Sundin.
- Coach: Conny Evensson.